# Marea de pasiones
Marea de pasiones es una telenovela mexicana producida por Giselle González para TelevisaUnivision, en el 2024. La telenovela es una adaptación de la telenovela portuguesa creada por Filipa Poppe y Joana Andrade, Paixão, siendo desarrollada por Claudia Velasco. Se estrenó a través de Las Estrellas el 4 de marzo de 2024 en sustitución de El maleficio, y finalizó el 31 de mayo del mismo año siendo reemplazado por La historia de Juana.
Está protagonizada por Oka Giner y Matías Novoa, junto con Alejandro de la Madrid y Margarita Muñoz en los roles antagónicos; acompañados de Blanca Guerra, Alejandro Camacho, Luz María Jerez, Anna Ciocchetti y Saúl Lisazo.

## Reparto
Una lista del reparto confirmado se publicó el 21 de febrero de 2024, a través del sitio web oficial de Las Estrellas.

### Principales
- Oka Giner como Luisa Grajales
- Matías Novoa como Marcelo Bernal
- Alejandro de la Madrid como Zaid Espino
- Margarita Muñoz como Helena Ugarte
- Blanca Guerra como María Inés de Bernal
- Luz María Jerez como Leonor de Grajales
- Anna Ciocchetti como Isela Grajales de Marrero
- Alejandro Camacho como Juan Marrero
- Michel Duval como Tiago Grajales
- Alexa Martín como Beatriz Marrero Grajales
- Francisco Pizaña como Felipe Bernal
- Grecia Krinis como Natalia Espino Grajales / Natalia Bernal Grajales
- Ariana Saavedra como Ana Grajales
- Ana Tena como Camila Marrero Grajales
- Alfredo Gatica como Alfonso Marrero Grajales
- Leticia Perdigón como Amanda[8]
- Álex Perea como Osvaldo[8]
- Alejandra Zaid como Roberta[8]

### Recurrentes e invitados especiales
- Saúl Lisazo como Alejandro Grajales[9]
- Alejandra Andreu
- Alejandro Ibarra[8]
- Jesús Castro Ponce
- Christian de Dios
- Héctor Lucimi
- Horacio Beamonte

## Episodios
| N.º | Título                                    | Fecha de emisión original | Audiencia (millones) |
| --- | ----------------------------------------- | ------------------------- | -------------------- |
| 1   | «Nadie me va a separar de Luisa»          | 4 de marzo de 2024        | 2.60                 |
| 2   | «Voy a volver, Luisa»                     | 5 de marzo de 2024        | 2.32                 |
| 3   | «Tienes que pagar en vida»                | 6 de marzo de 2024        | 2.28                 |
| 4   | «Yo soy Natalia»                          | 7 de marzo de 2024        | 2.45                 |
| 5   | «Natalia es tu hija»                      | 8 de marzo de 2024        | 2.47                 |
| 6   | «Voy a recuperar el tiempo perdido»       | 11 de marzo de 2024       | 2.47                 |
| 7   | «Marcelo ignora que eres su papá»         | 12 de marzo de 2024       | 2.59                 |
| 8   | «Una prueba de paternidad»                | 13 de marzo de 2024       | 2.29                 |
| 9   | «¡Natalia es mi hija!»                    | 14 de marzo de 2024       | 2.64                 |
| 10  | «Luisa declaró en mi contra»              | 15 de marzo de 2024       | 2.30                 |
| 11  | «Se acabó el juego»                       | 18 de marzo de 2024       | 2.24                 |
| 12  | «La sangre de un Bernal»                  | 19 de marzo de 2024       | 2.46                 |
| 13  | «Alejandro era como mi padre»             | 20 de marzo de 2024       | 2.33                 |
| 14  | «Marcelo me quiere quitar a la niña»      | 21 de marzo de 2024       | —                    |
| 15  | «Prisión preventiva»                      | 22 de marzo de 2024       | 2.60                 |
| 16  | «¡Zaid es un manipulador!»                | 25 de marzo de 2024       | 2.31                 |
| 17  | «Te amo, Luisa»                           | 26 de marzo de 2024       | 2.25                 |
| 18  | «Tú eres Natalia Bernal»                  | 27 de marzo de 2024       | 2.38                 |
| 19  | «¿Alguien ha visto a Natalia?»            | 28 de marzo de 2024       | 2.19                 |
| 20  | «Tenemos que buscar a Natalia»            | 29 de marzo de 2024       | 2.05                 |
| 21  | «¿Dónde tienes a Natalia?»                | 1 de abril de 2024        | 2.18                 |
| 22  | «Sácalo de tu vida»                       | 2 de abril de 2024        | 2.53                 |
| 23  | «Aléjate de Marcelo»                      | 3 de abril de 2024        | 2.51                 |
| 24  | «Estas jugando bien tus cartas»           | 4 de abril de 2024        | 2.34                 |
| 25  | «No tengo nada»                           | 5 de abril de 2024        | 2.40                 |
| 26  | «¿Quieres que sea tu esposa?»             | 8 de abril de 2024        | 2.15                 |
| 27  | «Casémonos»                               | 9 de abril de 2024        | 2.27                 |
| 28  | «Juan es tu verdadero padre»              | 10 de abril de 2024       | 2.41                 |
| 29  | «Está dispuesto a soltar la sopa»         | 11 de abril de 2024       | 2.45                 |
| 30  | «Zaid no tiene por qué enterarse»         | 12 de abril de 2024       | 2.25                 |
| 31  | «El reflejo de algo muy bonito»           | 15 de abril de 2024       | 2.60                 |
| 32  | «Ya no dudo de ti»                        | 16 de abril de 2024       | 2.56                 |
| 33  | «Voy a luchar por nosotros»               | 17 de abril de 2024       | 2.89                 |
| 34  | «Las cosas acaban por saberse»            | 18 de abril de 2024       | 2.68                 |
| 35  | «Una nueva familia»                       | 19 de abril de 2024       | 2.25                 |
| 36  | «Zaid mató a Alejandro»                   | 22 de abril de 2024       | 2.30                 |
| 37  | «Juega el juego de Zaid»                  | 23 de abril de 2024       | 2.14                 |
| 38  | «Vamos a robar su cuerpo»                 | 24 de abril de 2024       | 2.29                 |
| 39  | «¿Te das cuenta que nunca te mentí?»      | 25 de abril de 2024       | 2.14                 |
| 40  | «Zaid, ¿por qué haces esto?»              | 26 de abril de 2024       | 2.02                 |
| 41  | «Ojalá que te des cuenta a tiempo, Luisa» | 29 de abril de 2024       | 2.47                 |
| 42  | «Natalia le tiene miedo a Zaid»           | 30 de abril de 2024       | 2.32                 |
| 43  | «Pareces mi enemigo»                      | 1 de mayo de 2024         | 2.42                 |
| 44  | «Lo nuestro no tiene futuro»              | 2 de mayo de 2024         | 2.38                 |
| 45  | «Las náuseas que sientes por ti misma»    | 3 de mayo de 2024         | 2.49                 |
| 46  | «No te convengo como enemigo»             | 6 de mayo de 2024         | 2.51                 |
| 47  | «Deberías estar preocupada por tu hija»   | 7 de mayo de 2024         | 2.41                 |
| 48  | «Tu jueguito se te va a acabar»           | 8 de mayo de 2024         | 2.42                 |
| 49  | «¿Qué te sabía mi mamá?»                  | 9 de mayo de 2024         | 2.39                 |
| 50  | «Mi mamá ya no te quiere»                 | 10 de mayo de 2024        | 2.25                 |
| 51  | «¿Quién es Cenobio Cueva?»                | 13 de mayo de 2024        | 2.58                 |
| 52  | «No volverán a ver a su hija»             | 14 de mayo de 2024        | 2.51                 |
| 53  | «Zaid es un delincuente»                  | 15 de mayo de 2024        | 2.35                 |
| 54  | «Me voy a quedar con la cadena»           | 16 de mayo de 2024        | 2.44                 |
| 55  | «Tú y Santiago son tal para cual»         | 17 de mayo de 2024        | 2.49                 |
| 56  | «La custodia de Natalia»                  | 20 de mayo de 2024        | 2.56                 |
| 57  | «Siempre va a ganar Natalia»              | 21 de mayo de 2024        | 2.28                 |
| 58  | «Es hijo de Zaid»                         | 22 de mayo de 2024        | 2.76                 |
| 59  | «Zaid es la opción»                       | 23 de mayo de 2024        | 2.41                 |
| 60  | «Guerra es guerra»                        | 24 de mayo de 2024        | 2.51                 |
| 61  | «La mala idea de amarte»                  | 27 de mayo de 2024        | 2.53                 |
| 62  | «Por orden de Zaid Espino»                | 28 de mayo de 2024        | 2.77                 |
| 63  | «Tú no amas a nadie»                      | 29 de mayo de 2024        | 2.62                 |
| 64  | «Hoy es el día de tu muerte»              | 30 de mayo de 2024        | 2.46                 |
| 65  | «Nunca perdimos la esperanza»             | 31 de mayo de 2024        | 2.87                 |

Nota
1. ↑  Este episodio se pre-estrenó el 1 de marzo de 2024 a través de Vix, la página, app y redes sociales oficiales —incluido el canal de Youtube y cuenta oficial de Facebook— de Las Estrellas.

## Producción

### Desarrollo
A inicios de noviembre de 2023. se reportó que Giselle González inició la preproducción de su siguiente telenovela, teniendo como título oficial Marea de pasiones. La sesiones fotográficas y pruebas de imagen comenzaron a finales de diciembre de 2023. El rodaje de la telenovela inicio el 30 de enero de 2024, en una locación de Nayarit.

### Selección de reparto
El 9 de noviembre de 2023, Blanca Guerra fue anunciada como parte del reparto. El 7 de diciembre de 2023, Oka Giner y Matías Novoa fueron anunciados como la pareja protagónica, junto con Alejandro de la Madrid y la colombiana Margarita Muñoz como los villanos principales. El 21 de diciembre de 2023, se anunció que Alejandro Camacho se integró al reparto, después de haber participado en Minas de pasión.

## Audiencias
| Temporada | Horario (CT)                     | Episodios | Primera emisión    | Primera emisión      | Última emisión     | Última emisión       | Prom. de espectadores (millones) |
| Temporada | Horario (CT)                     | Episodios | Fecha              | Audiencia (millones) | Fecha              | Audiencia (millones) | Prom. de espectadores (millones) |
| --------- | -------------------------------- | --------- | ------------------ | -------------------- | ------------------ | -------------------- | -------------------------------- |
| 1         | Lunes a viernes 21:30 - 22:30 h. | 65        | 4 de marzo de 2024 | 2.60                 | 31 de mayo de 2024 | 2.87                 | 2.4                              |